# Nactus pelagicus
Nactus pelagicus — вид геконоподібних ящірок родини геконових (Gekkonidae). Мешкає в Океанії.

## Поширення і екологія
Nactus pelagicus мешкають на багатьох островах Океанії, від островів Ерроманго і Танна на півдні Вануату в Меланезії до Мікронезії і Полінезії. Вони були зареєстровані на Маріанських островах (зокрема на Гуамі, де ймовірно, вимерли), на Ніуе, Палау, островах Луайоте у Новій Каледонії, на півдні Вануату, у Фіджі, Самоа, Тонзі, Тувалу, Федеративних Штатах Мікронезії, на островах Кука і у Французькій Полінезії. Крім того, вони були зафіксовані на островах Адміралтейства у Папуа Новій Гвінеї, куди ймовірно, були інтродуковані. 
Nactus pelagicus живуть в тропічних лісах і садах, серед скель, трапляються в людських поселеннях. Зустрічаються на висоті до 800 м над рівнем моря. Ведуть нічний спосіб життя.